# Phthiracarus falcatus
Phthiracarus falcatus är en kvalsterart som beskrevs av Hammer 1977. Phthiracarus falcatus ingår i släktet Phthiracarus och familjen Phthiracaridae. Inga underarter finns listade i Catalogue of Life.